# Juin 1999

## Événements
- Rachat de la société Gremlin Interactive par Infogrames.
- Angola : manifeste pour la paix[1].

- 1 juin : La Société de transport ferroviaire appelé « Conrail » disparaît à 12h .

- 2 juin : Nelson Mandela ne se présentant pas, c'est son ami Thabo Mbeki de l'ANC qui remporte l'élection présidentielle en Afrique du Sud.

- 3 et 4 juin : le Conseil européen de Cologne, début de la Politique européenne de sécurité et de défense.

- 7 juin : premières élections démocratiques en Indonésie depuis celles de 1955. Le Parti démocratique indonésien de lutte de Megawati Sukarnoputri arrive en tête, devançant le Golkar, parti gouvernemental sous Soeharto.

- 8 juin : un texte commun de Tony Blair et Gerhard Schröder propose une social-démocratie européenne adaptée aux exigences du libéralisme. Ce texte semble isoler les socialistes français.

- 10 juin : résolution 1244 du Conseil de sécurité des Nations unies. Fin de la guerre du Kosovo.

- 10-13 juin : élection du Parlement Européen : forte abstention et victoire des chrétiens démocrates sur les sociaux démocrates qui perdent la majorité et la présidence.

- 12 juin : départ de la soixante-septième édition des 24 Heures du Mans.

- 13 juin : 
  - BMW remporte, sur le circuit de la Sarthe, la 67e édition des 24 Heures du Mans, avec les pilotes Joachim Winkelhock, Pierluigi Martini et Yannick Dalmas.
  - Formule 1 : Grand Prix automobile du Canada.
  - élections législatives fédérales belges.

- 17 juin[2] : Élection présidentielle en Lettonie. Vaira Vīķe-Freiberga est élue.

- 18 juin : réunion à Cologne du G7, qui décide de réduire la dette des pays les plus pauvres.

- 19 juin : conférence de Bologne sur l'enseignement supérieur. Cette conférence fait partie d'un processus de mise en cohérence des cursus universitaires en Europe.

- 27 juin (Formule 1) : le pilote allemand Heinz-Harald Frentzen remporte le Grand Prix automobile de France 1999 sur une Jordan-Mugen-Honda.

- 30 juin : Incendie du Centre de formation des jeunes de Sealand

## Naissances
- 1er juin : Technoblade, youtubeur américain († 30 juin 2022).
- 2 juin :
  - Andrés Camilo Ardila, cycliste colombien.
- 7 juin : 
  - Sacha Alessandrini, athlète française.
- 11 juin : Katelyn Nacon, actrice américaine.
- 14 juin :
  - Fatima Mokhtari, gymnaste artistique algérienne.
  - Chou Tzu-yu, chanteuse du groupe de Kpop TWICE
- 27 juin : 
  - Omar Hani, footballeur jordanien.
  - Chandler Riggs, acteur américain.

## Décès
- 10 juin : Élie Kakou, humoriste et acteur français.
- 22 juin : Gilles Floro, chanteur, auteur et compositeur guadeloupéen.